# Bernd Noske
Bernd „Nossi“ Noske (* 17. August 1946 in Berlin-Wedding; † 18. Februar 2014 in Ruppichteroth) war ein deutscher Schlagzeuger und Sänger. Noske war besonders als Frontmann der Band Birth Control bekannt.

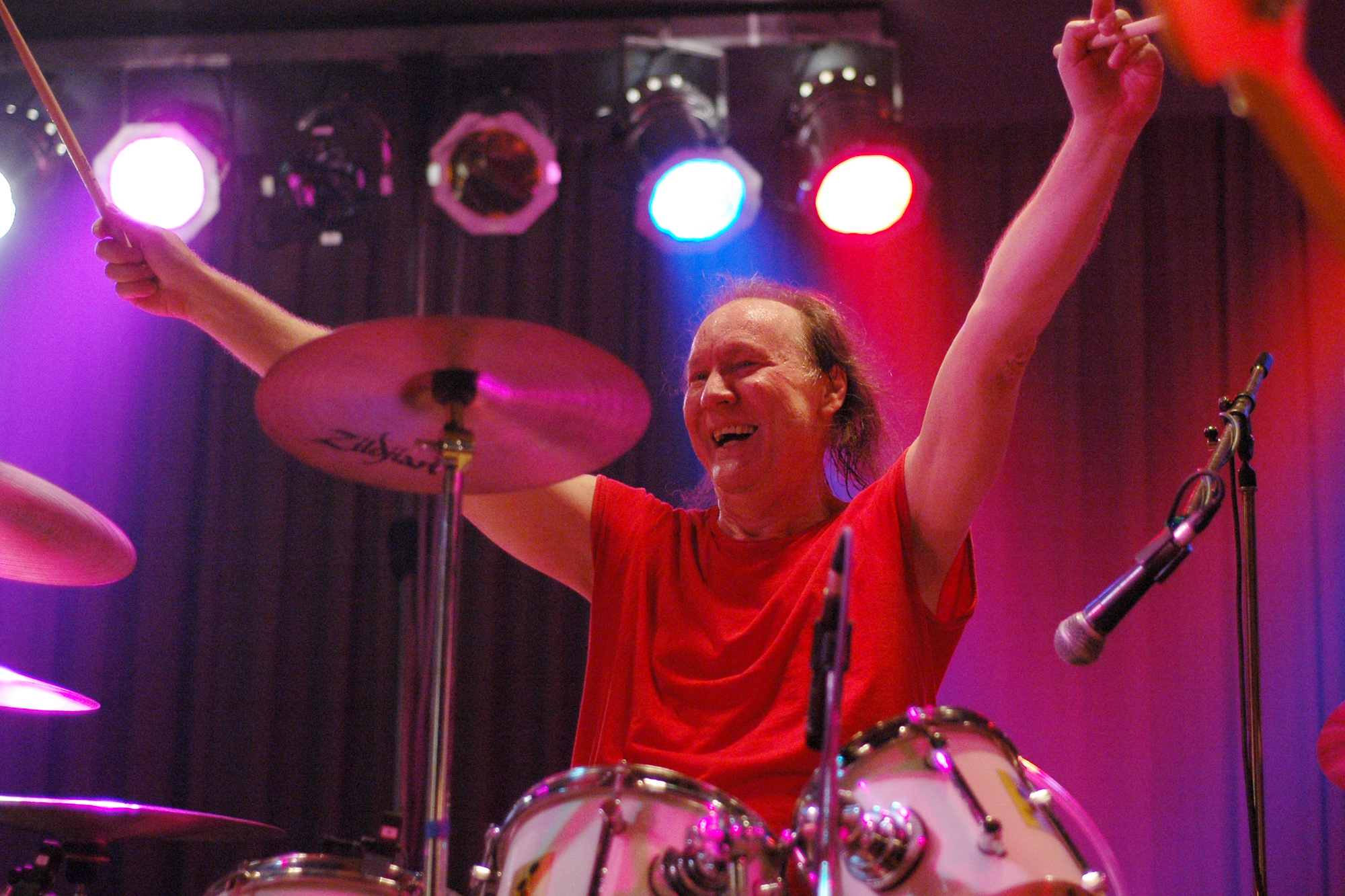
Bernd Noske, Drummer der Gruppe Birth Control, auf einem Konzert am 18. November 2006 in Dudenhofen.

## Leben
Im Alter von neun Jahren sang Noske im Schulchor und spielte im Schultheater Schlagzeug. Nach seiner Schulzeit arbeitete er zunächst als Konservenpacker und LKW-Fahrer, bis er seine Karriere als Musiker startete. 
Seine erste Band „The Odd Persons“ gab Konzerte in  Westdeutschland und trat unter anderem im Hamburger Starclub auf. 1969 schloss er sich, als Nachfolger von Hugo Egon Balder, der Band Birth Control an, mit der er bis 2014 als konstantes Mitglied und Frontmann auftrat. Als Songwriter und Gitarrist Bruno Frenzel an den (Spät-)Folgen eines auf der Bühne während eines gemeinsamen Konzerts erlittenen Stromschlags verstarb, löste Noske die Band auf und spielte mit den Bands Hardbeats, Mr. Goodtrip und Lilli & the Rockets. 1993 formierte sich die Band neu und war seitdem wieder aktiv. 1999 veröffentlichte Noske das Soloalbum Come out at Night, das er bereits 1978/79 aufgenommen hatte.

## Instrumente und Spielstil

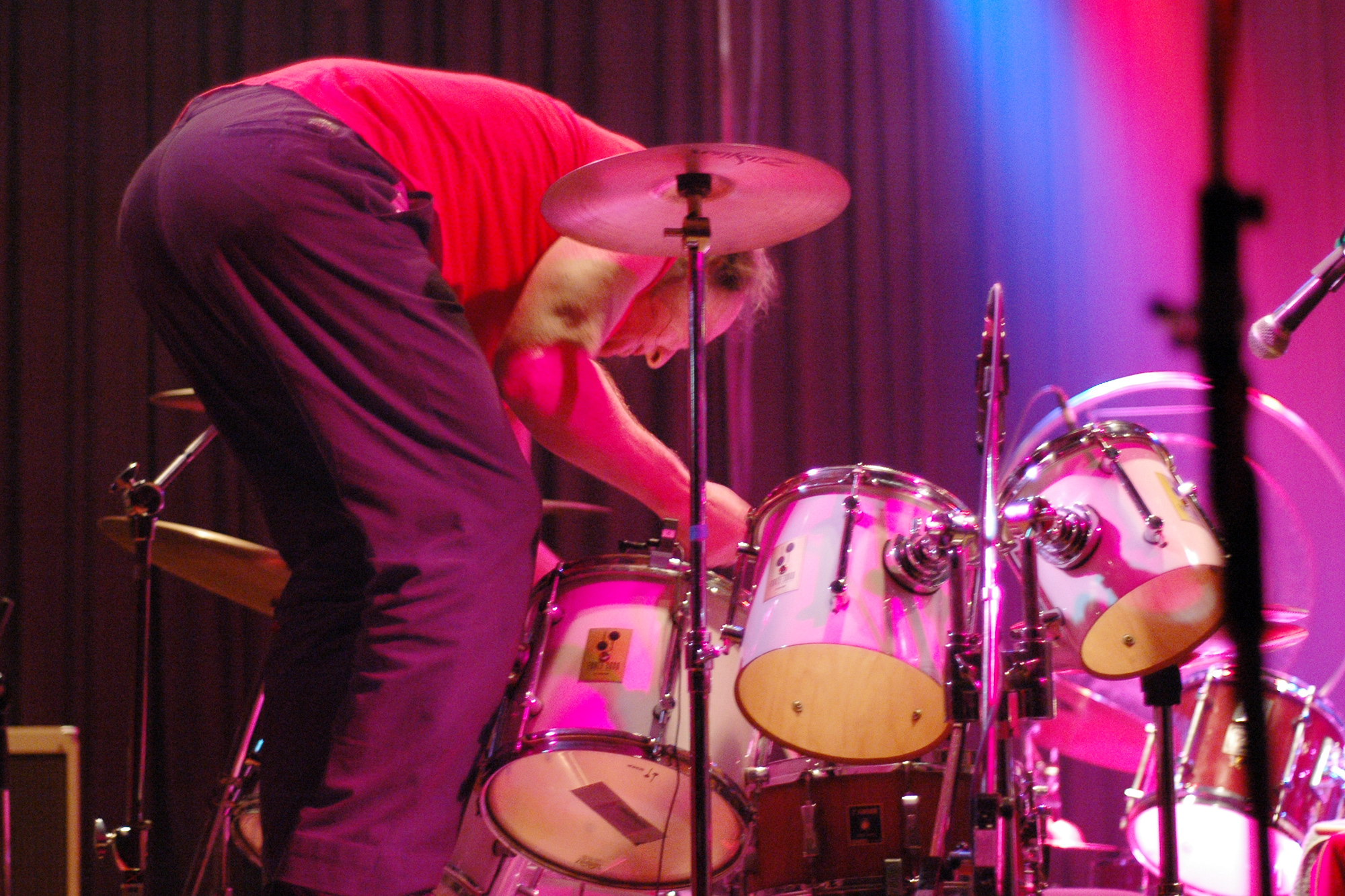
Bernd Noske auf einem Konzert am 18. November 2006.

In der Anfangszeit von Birth Control spielte Bernd Noske (Spitzname Nossi) ein Ludwig-Schlagzeug, bestehend aus Bassdrum, Hänge-Tom, Stand-Tom, Snare, Hi-Hat und zwei Becken, welches er später um ein weiteres Hänge-Tom und ein weiteres Becken ergänzte.
Birth Control hatte durch das Stück Gamma Ray internationalen Erfolg. Dieses war wesentlich durch Trommelpassagen geprägt, die Noske, mittels Maracas, auf Timbales spielte. Mit der neuen Formation spielte er diese Passagen wechselweise auf Timbales oder Tomtoms. Außergewöhnlich war auch die Tatsache, dass er live als Schlagzeuger und gleichzeitig als Leadsänger agierte.  
Zuletzt spielte Bernd Noske 
ein Sonor-Schlagzeug, bestehend aus Bassdrum, zwei Rocktoms, zwei Hänge-Toms, zwei Stand-Toms, Snare, Hi-Hat sowie fünf Becken.
Bei seinem Solo stand er während des Spielens auf und stieg von vorne auf die Bassdrum, um aus dieser Position weiter zu trommeln.

## Diskografie

### Solo
- 1999: Come out at Night

### Birth Control
siehe Birth Control